# Проспект Нескорених (Кам'янське)
Проспект Нескорених — проспект у Лівому Березі в Дніпровському районі Кам'янського.
Проспект Перемоги бере початок від дороги Романкове-Єлизаветівка через дамбу Середньодніпровської ГЕС; продовжує вісь Індустріальної вулиці; йде на північний захід паралельно лівому берегу Кам'янського водосховища до проспекту Івана Франка. Зі сторони Єлизаветівки на проспект Перемоги заходить автошлях Т 0412 з Кам'янського на Лівобережне Приорілля. Автошлях у кінці проспекту Перемоги звертає вліво на проспект Івана Франка в сторону берега Кам'янського водосховища, вздовж якого і продовжує свій шлях. Довжина проспекту — 1600 метрів.
До проспекту Героїв АТО з лівої сторони проспекту Перемоги положено мікрорайон № 9 й з правої сторони — Лівобережний парк; після проспекту Героїв АТО з лівої сторони проспекту розташовано мікрорайон № 10 й з правої сторони — мікрорайон № 11.

## Історія
Проспект Перемоги існує з початку будівництва житлового району Лівий Берег у 1972 році. Його названо на честь перемоги СРСР у німецько-радянській війні 1941—1945 років.

## Будівлі
- № 2а - Свято-Богоявленський храм,
- № 35 - Кінотеатр «Мир»,
- № 45 - Управління праці й соціального захисту населення Дніпровської районної ради,
- № 47 - загальноосвітній ліцей НІТ №2,
- № 59 - продуктовий магазин «АТБ» № 46,
- № 61 - дитячий садок №37,
- № 63 - середня школа №41.

## Перехресні вулиці
- бульвар Визволителів,
- проспект Героїв АТО,
- проспект Івана Франка.